# Pandinoides
Genre
Synonymes
- Dunlopandinoides Rossi, 2016

Pandinoides est un genre de scorpions de la famille des Scorpionidae.

## Distribution
Les espèces de ce genre se rencontrent en Afrique de l'Est.

## Liste des espèces
Selon The Scorpion Files (23/11/2020) :
- Pandinoides cavimanus (Pocock, 1888)
- Pandinoides duffmackayi Prendini, 2016
- Pandinoides militaris (Pocock, 1900)

## Publication originale
- Fet, 1997 : « Notes on the taxonomy of some old world scorpions (Scorpiones: Buthidae, Chactidae, Ischnuridae, Scorpionidae). » Journal of Arachnology, vol. 25, no 3, p. 245-250 (texte intégral).